# Ferrari Arno XI

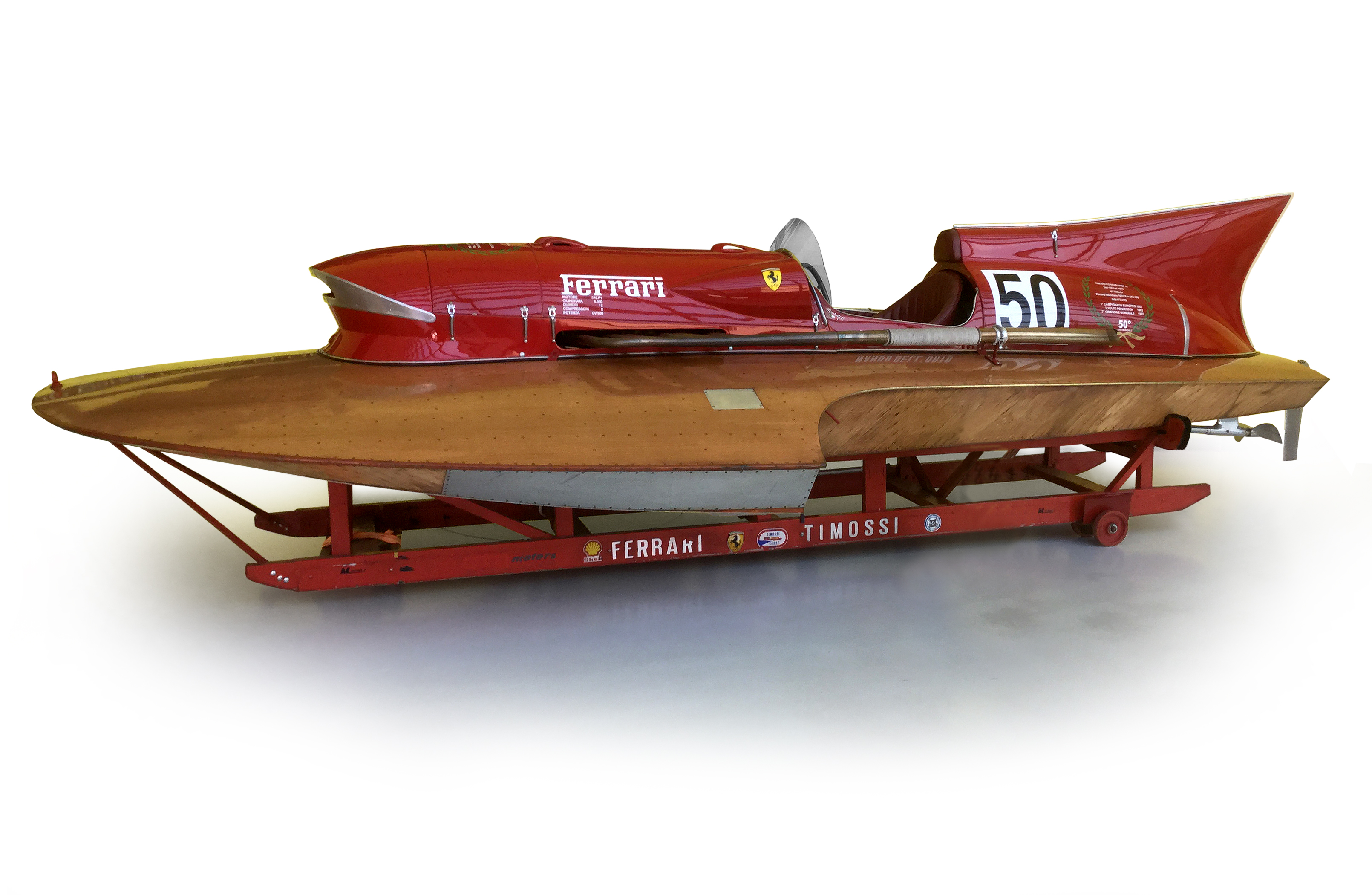
Ferrari Arno XI im Museum

Ferrari Arno XI ist ein historisches Rennboot, das der italienische Ingenieur und Motorboot-Rennfahrer Achille Castoldi entworfen hat und das 1953 von der Werft Cantiere Timossi in Azzano am Comer See als Einzelstück gebaut wurde. Das Boot ist mit einem Ferrari-V12-Motor ausgestattet, den Ferrari  speziell für diesen Zweck modifizierte.
Das Modell ist die letzte Entwicklungsstufe der Arno-Rennbootserie. Castoldi plante mit diesem Boot verschiedene Geschwindigkeitsweltrekorde aufzustellen und die damalige Dominanz der Motoren von Alfa Romeo und Maserati in diesem Bereich zu brechen. Deswegen überredete er die Ferrari-Werksfahrer Alberto Ascari und Luigi Villoresi, Enzo Ferrari dazu zu bewegen, ihm dafür ein geeignetes Aggregat zur Verfügung zu stellen. Man überließ ihm den Motor, der Ferrari 1951 auf dem Silverstone Circuit seinen ersten Grand-Prix-Sieg mit dem Ferrari 375 F1 bescherte. Der Motor wurde in einen Timossi-Dreipunkt-Rumpf, einen sogenannten „Hydroplane“, eingebaut.

## Technik

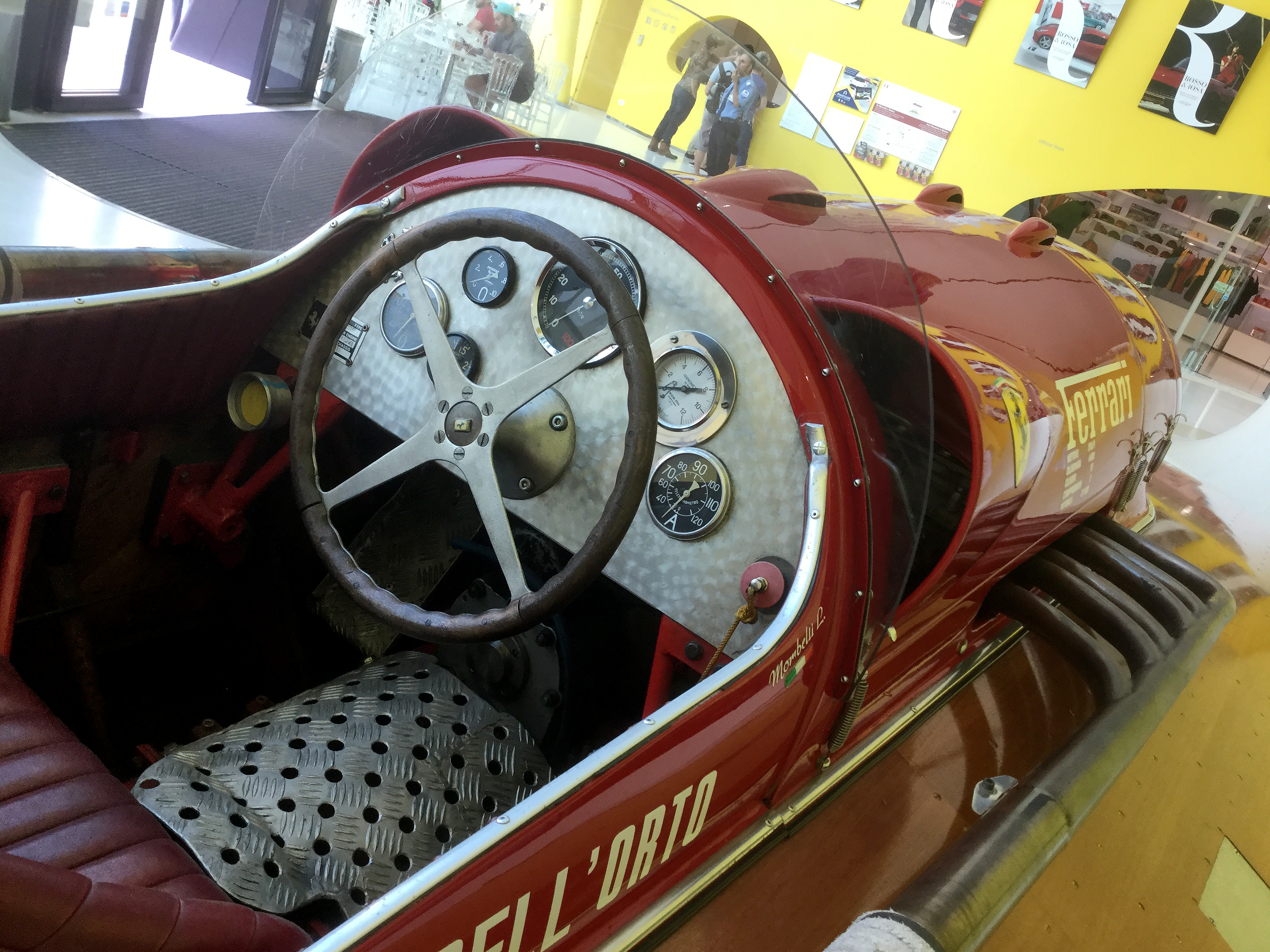
Cockpit des Ferrari Arno XI

Der verwendete Motor ist ein „Lampredi V12“ mit 4,5 Liter Hubraum, der vorher in einen Ferrari 375 F1 eingebaut war. Durch den Anbau von zwei Kompressoren und speziellen Vierfachvergasern sowie die Umrüstung auf Methanolbetrieb gelang es, die Leistung weiter zu steigern. Letztlich standen den ehemals 380 PS (280 kW) des Basisaggregats deutlich über 500 PS gegenüber. Castoldi benannte den Motor in dieser Version in „G.P. 52/1 Nautico“ um und baute ihn in den speziell dafür konstruierten Dreipunkt-Rumpf ein, der eine Länge von 6,20 m und eine maximale Breite von 2,47 m hat und mit lackiertem Mahagonifurnier beplankt ist. Die konsequente Leichtbauweise ermöglichte ein Einsatzgewicht von unter 800 kg.
Der Bootskörper und das Design des Überwasserschiffs waren stark von Slo-Mo-Shun IV beeinflusst, einem Boot, das 1950 und 1952 zwei absolute Geschwindigkeitsweltrekorde auf dem Wasser errang.

## Rekorde

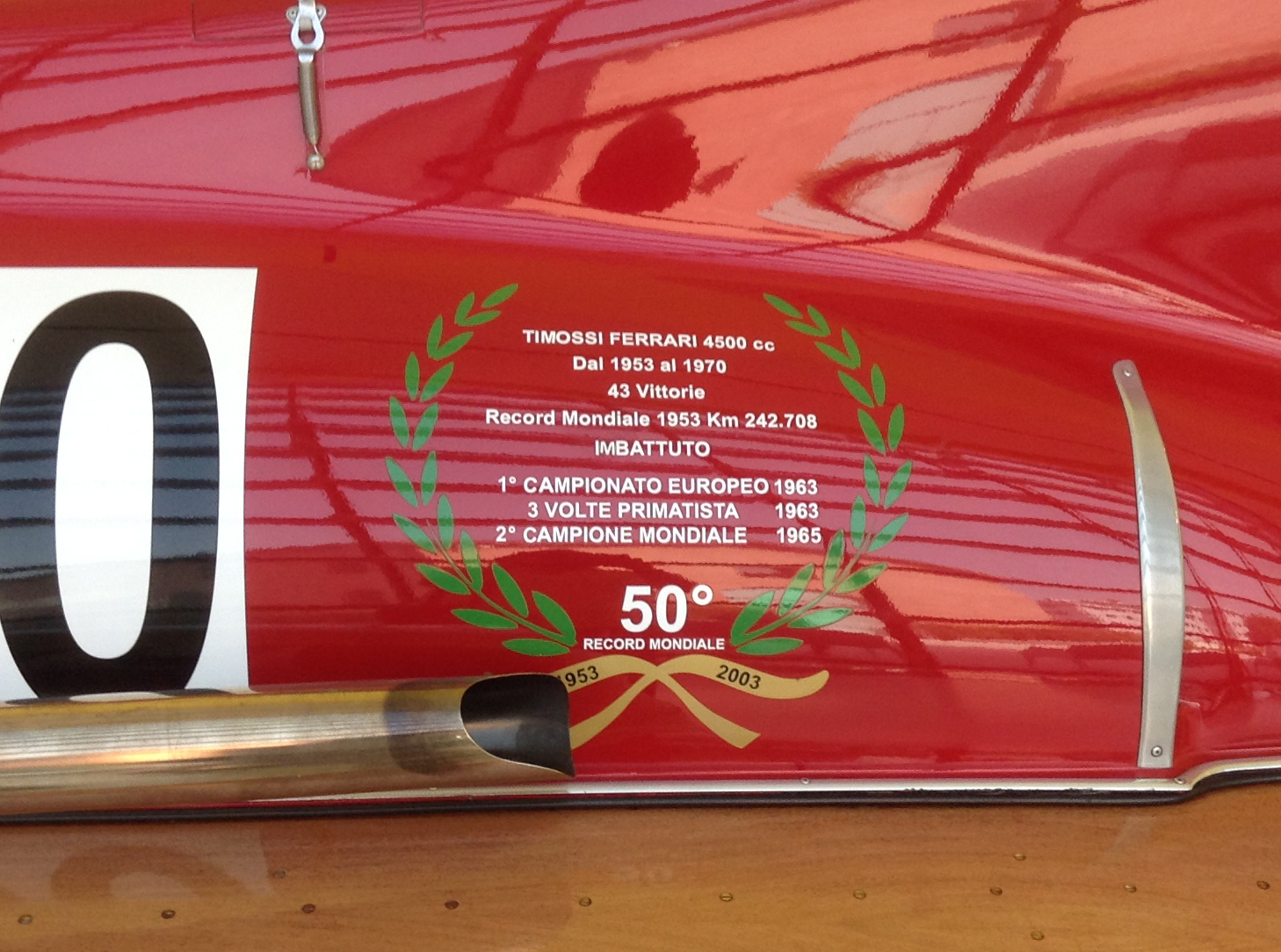
Erfolge

Diese Konfiguration ermöglichte es Achille Castoldi, den Geschwindigkeitsweltrekord für Motorboote in der Kategorie unter 800 kg am 15. Oktober 1953 mit einer Geschwindigkeit von 242,708 km/h (131,051 kn) auf dem Iseosee aufzustellen. Dieser Rekord ist bis heute gültig, auch deshalb, weil die Kategorie, der das Arno XI zugehörig ist, nicht mehr ausgeschrieben wird.
Weitere Erfolge:
- 43 Siege von 1953 bis 1970, darunter:
  - 1. Platz in der World Water Speed Championship für Motorboote bis 900 kg im Jahr 1953, ein noch ungeschlagener Rekord.
  - 1963 dreimaliger Rekordhalter
  - 2. Platz in der Motorboot-Weltmeisterschaft bis 900 kg im Jahr 1965

## Weitere Geschichte
Nach einem schweren Unfall bei einem weiteren Rekordversuch mit einem anderen Boot beendete Castoldi seine Karriere. Bereits 1954 verkaufte er das Arno XI an den wohlhabenden italienischen Industrieingenieur Nando Dell’Orto, der es aerodynamisch verbesserte und das Boot noch mehr als zehn Jahre lang erfolgreich in verschiedenen Wettbewerben laufen ließ, mit zahlreichen Siegen, einschließlich eines Sieges bei der Europameisterschaft 1960, bevor er 1968 seine Sportkarriere beendete. Danach wurde das Boot in einem Lagerhaus am Stadtrand von Mailand abgestellt und geriet fast in Vergessenheit, bis es Ende der neunziger Jahre wiederentdeckt wurde.
Dann wurde das Rennboot an einen Sammler verkauft, der es komplett restaurieren ließ. Der Motor erreichte nach der Restaurierung bei Ferrari in Maranello eine Leistung von 700 PS.
2012 wurde es während des Grand Prix von Monaco bei einer Auktion im Grimaldi Forum in Monaco verkauft. Es ist seitdem im Ferrari-Museum in Modena ausgestellt.

## Galerie

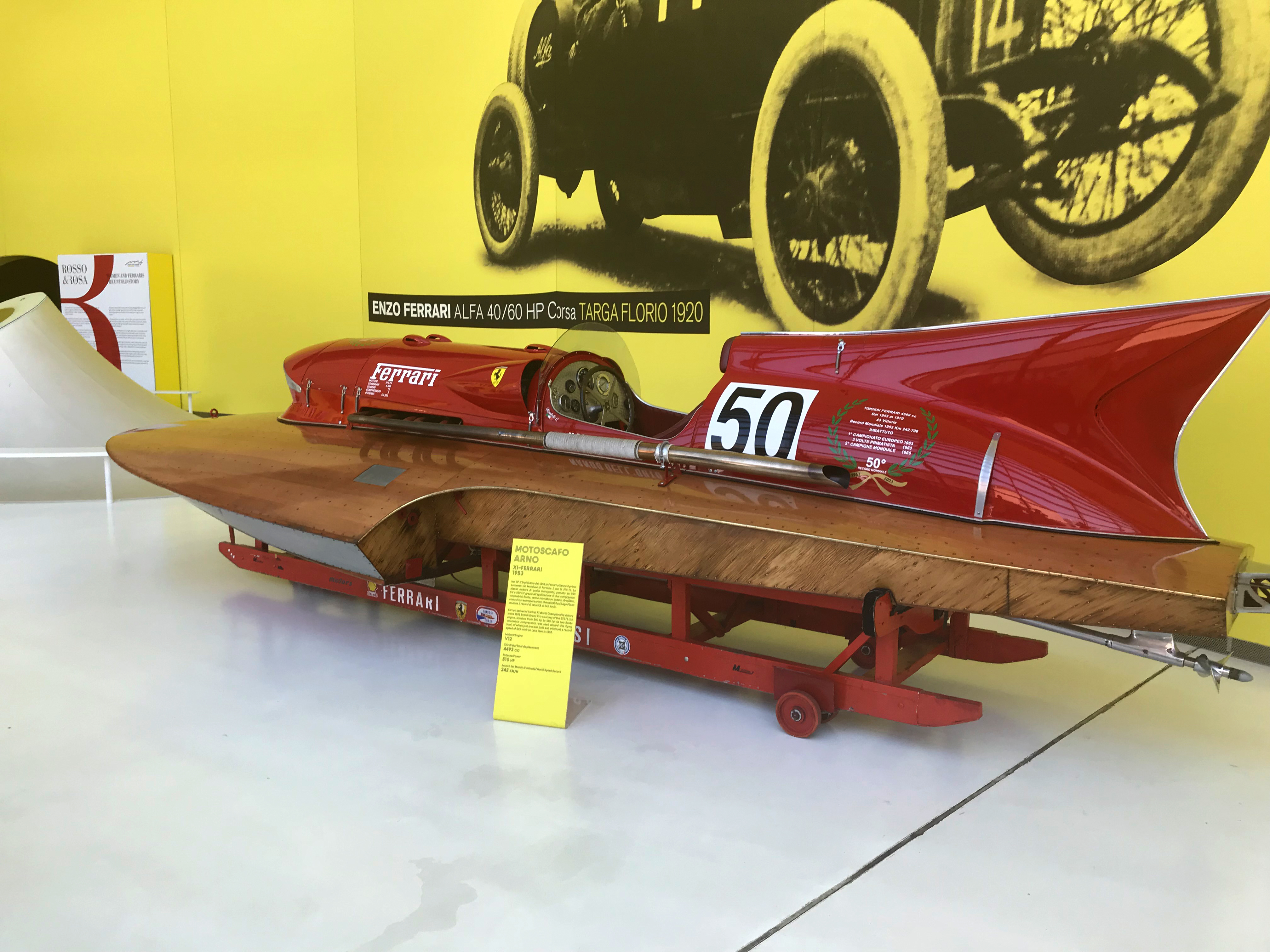
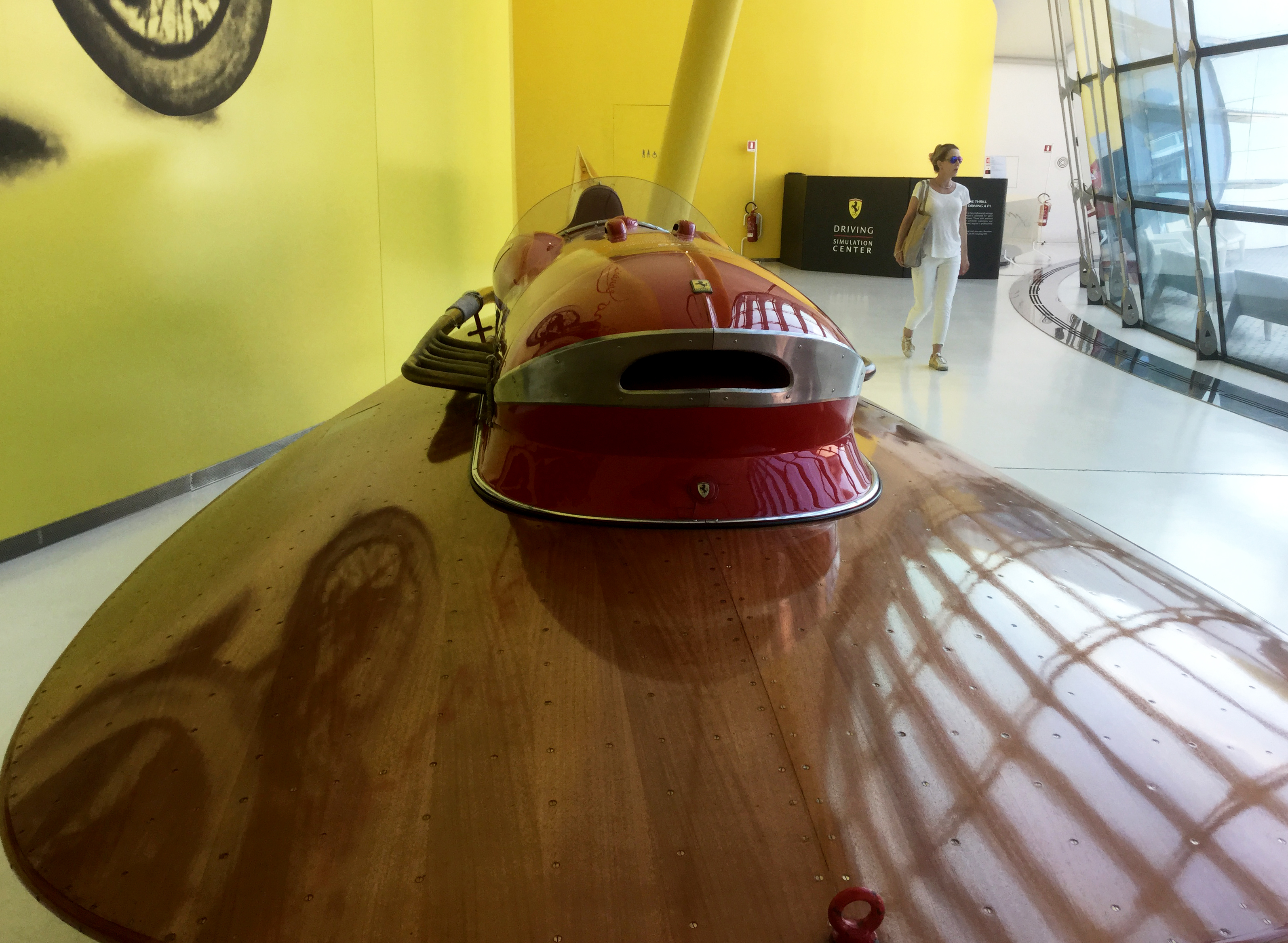
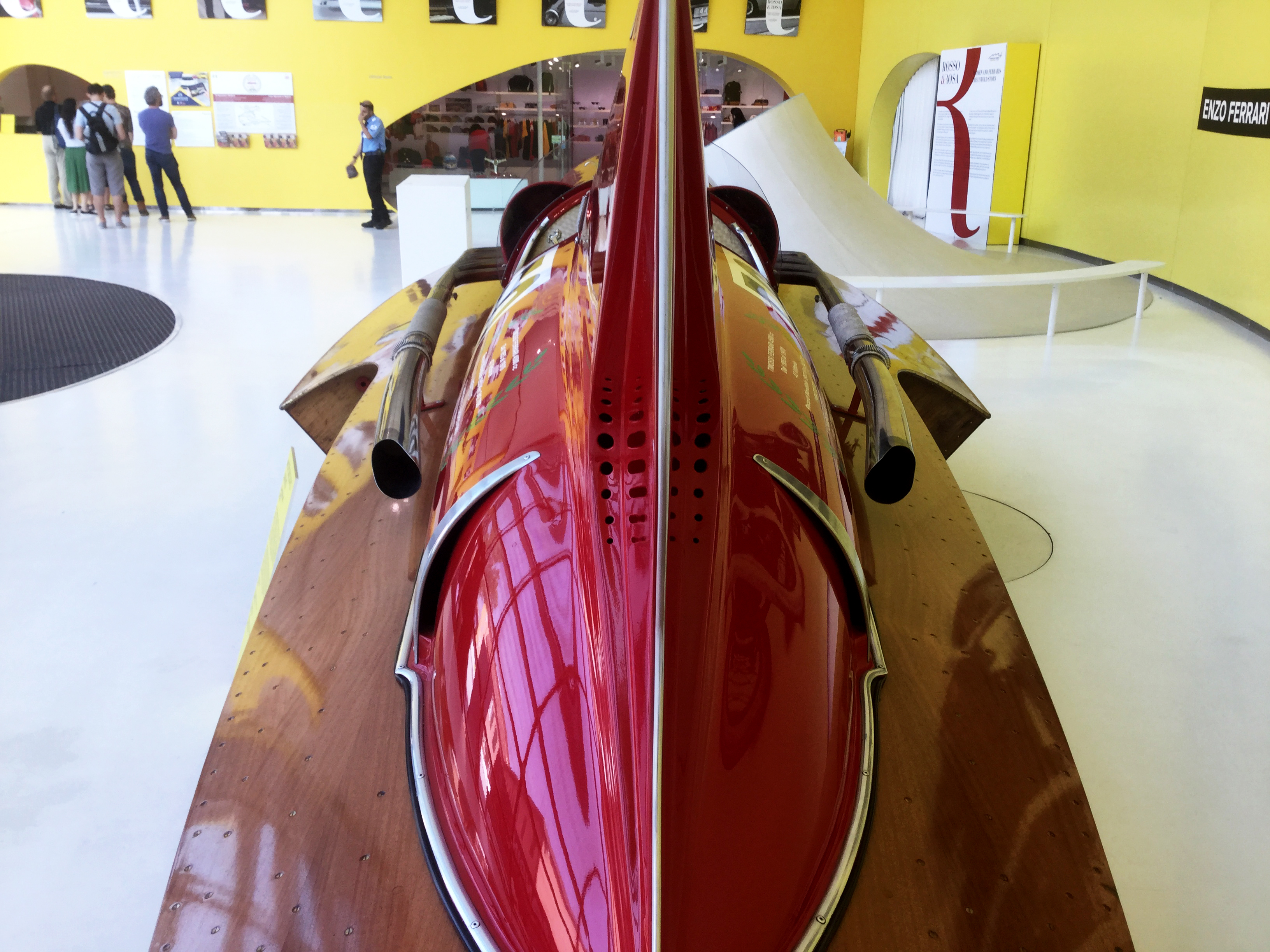
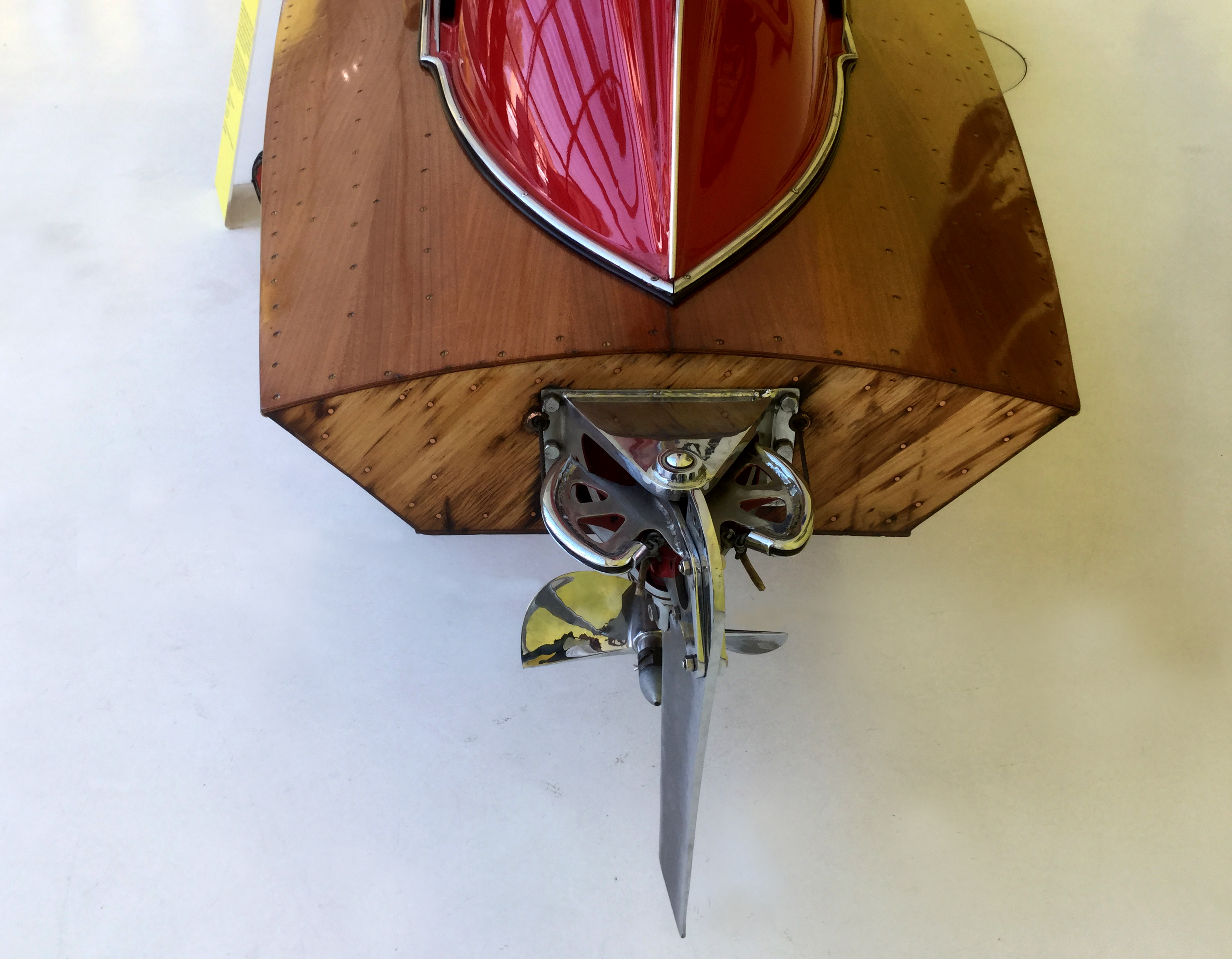
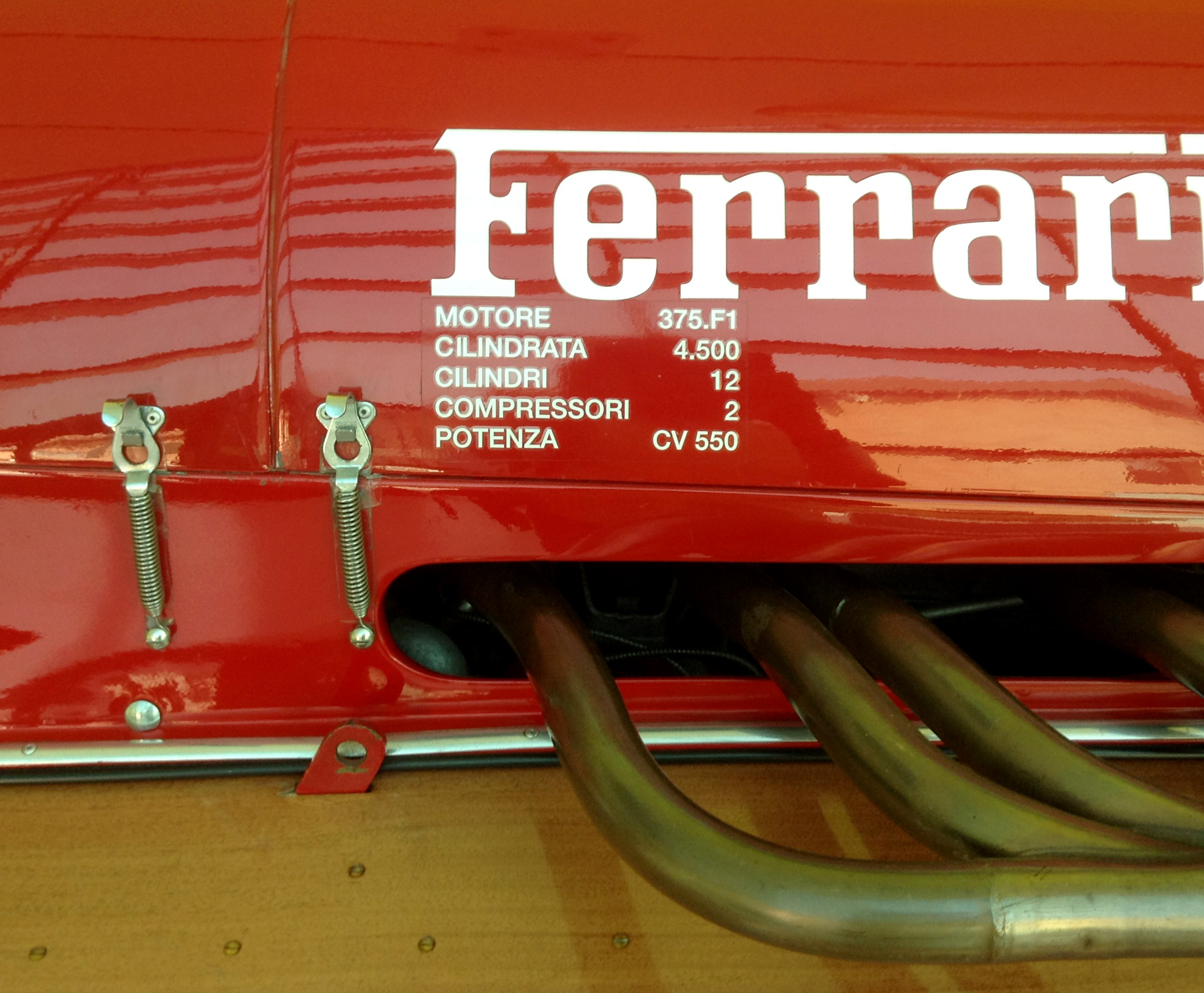

## Sonstiges
Laut dem Bericht eines italienischen TV-Magazins wurden bei den Testfahrten nach der Restaurierung (siehe Weblinks) aus Sicherheitsgründen keine Geschwindigkeiten über 120 km/h gefahren. Das lässt die Rekordgeschwindigkeit von 242,708 km/h nochmal in einem anderen Licht erscheinen.